# 香港配音從業員工會
香港配音從業員工會（The Labour Union of Dubbing of Hong Kong），簡稱配音員工會，是香港首個專為配音從業員設立的工會組織，於2015年9月20日正式成立。工會成立背景源於業界長期存在薪酬拖欠、工時過長及待遇不合理等問題，部分配音員每月工時超過300小時卻收入低於港幣1萬元。
工會主要目標包括推動粵語配音行業發展、制訂專業標準，以及維護從業員的勞動權益。成立初期已吸引逾50名專業配音員加入，涵蓋自由工作者與受僱於電視台及製作公司的成員。工會曾公開呼籲業界訂立標準合約條款，並建議政府將配音工作納入《僱傭條例》保障範圍。
在推廣粵語配音方面，工會定期舉辦公眾講座及培訓工作坊，並與香港演藝學院等機構合作培育新人。

## 成員

#### 第一屆
- 主席：黃志明[3]
- 副主席：黎家希[3]
- 幹事：李家輝[3]、何偉誠、莊巧兒、楊啟健、陳健豪、周文瑛、姜嘉蕾、張振熙

#### 第二屆
- 主席：黎家希
- 副主席：姜嘉蕾
- 幹事：黃志明、周文瑛、楊啟健、吳梅、簡懷甄、王綺婷、馮詠恩、張振熙

#### 第三屆
- 主席：周恩恩
- 副主席：姜嘉蕾
- 秘書：簡懷甄
- 幹事：馮詠恩、李家傑、梁皓翔、杜景煜、王慧珠、黃樂維、張振熙

#### 第四屆
- 主席：周恩恩
- 副主席：姜嘉蕾
- 秘書：張雪儀
- 副秘書：王慧珠
- 司庫：趙錦標
- 幹事：簡懷甄、馮詠恩、杜景煜、張振熙

#### 第五屆
- 主席：姜嘉蕾[4]
- 副主席：周倚天[4]
- 秘書：簡懷甄
- 副秘書：杜景煜
- 司庫：張振熙
- 幹事：楊婉潼、陳成港、杜景煜、李家傑、馮詠恩、石梓晴

#### 第六屆
- 主席：周倚天
- 副主席：杜景煜
- 秘書：顧詠雪
- 副秘書：簡懷甄
- 司庫：姜嘉蕾
- 幹事：張振熙、陳成港、廖杏茵、竺諺鴻、子瑩

#### 第七屆
- 主席：周倚天
- 副主席：杜景煜
- 秘書：張添勝
- 副秘書：吳梅
- 司庫：植婉雯
- 幹事：子瑩、楊婉潼、石梓晴、陳漢祺、潘昀雋

## 榮譽顧問
- 丁羽

## 外部連結
- 香港配音從業員工會 舊網頁 []（页面存档备份，存于）
- 香港配音從業員工會 新網頁 （页面存档备份，存于）
- 香港配音從業員工會的Facebook專頁
- 香港配音從業員工會的Instagram帳戶
- YouTube上的The Labour Union of Dubbing of Hong Kong香港配音從業員工會頻道